# Sandra Bemová
Sandra Ruth Lipsitz Bem (22. června 1944, Pittsburgh, Pensylvánie, USA – 20. května 2014, Ithaca, New York) byla americká psycholožka, která se zabývala androgynickými a gendrovými studiemi. 
Je známá svými pracemi o genderových rolích, genderové polarizaci a genderových sterotypech, které vedly k rovnějším pracovním příležitostem pro ženy ve Spojených státech.

## Dílo
Ve svých dílech se věnovala především androgynitě (biologická oboupohlavnost) a také genderu jako takovému. Pro analýzu androgynity u jednotlivců vytvořila tzv. BSRI dotazník, který měří gender. Její nejznámější knihou je pak ”The lenses of gender: Transforming the debate on sexual inequality" z roku 1993. Bem byla několikrát oceněna Americkou psychologickou asociací, také krátce provozovala vlastní psychoterapeutickou praxi. Do roku 2010 působila jako vyučující na Cornell University v Ithace. V roce 2014 spáchala sebevraždu kvůli zhoršující se Alzheimerově chorobě.